# Paziowie
Paziowie – ekranizacja powieści dla młodzieży Paziowie króla Zygmunta autorstwa Antoniny Domańskiej. Utwór został w roku 1989 zekranizowany w formie pięcioodcinkowego serialu telewizyjnego.
Akcja serialu dzieje się w czasach, gdy Polską rządził król Zygmunt Stary. Serial opowiada o figlach i przygodach przebywających na dworze władcy siedmiu paziach.

## Obsada
- Halina Rasiakówna − Bona Sforza
- Ryszard Barycz − Zygmunt Stary
- Krystyna Sienkiewicz − kucharka Serczykowa
- Krystyna Tkacz − Pappacoda, dwórka Bony
- Edward Dziewoński − doktor Johannes Karabatius
- Jerzy Turek − pan Strasz, opiekun paziów
- Wiktor Zborowski − nauczyciel fechtunku
- Witold Skaruch − Florian, sekretarz króla
- Magdalena Mielcarz − królewna Jadwisia
- Ryszard Jabłoński − chłop z kalafiorem
- Bartosz Cichocki
- Maciej Goraj
- Tomasz Konczewski
- Krzysztof Karnaszewski
- Michał Kaszyński
- Krzysztof Lisowski
- Maciej Rożalski
- Marcin Wiliński
- Adrianna Wons
- Alina Wons
- Grzegorz Wons
- Grzegorz Paszkowski
- Mieczysław Kadłubowski